# Jacques de La Palice
Jacques II de Chabannes de La Palice, a volte modernizzato in Lapalisse (La Palice, 1470 circa – Pavia, 24 febbraio 1525), è stato un militare francese, maresciallo di Francia, signore di La Palice, Pacy, Chauverothe, Bort-le-Comte e Le Héron.
Da una canzone a lui dedicata deriva l'aggettivo "lapalissiano".

## Biografia
Figlio di Geoffroy de Chabannes e di Charlotte de Prie, appena quindicenne entra come enfant d'honneur al servizio del re Carlo VIII di Francia, ultimo re della linea diretta dinastica dei Valois.
Riceve il "battesimo del fuoco" alla battaglia di Saint-Aubin-du-Cormier (2 luglio 1488) che vede la disfatta dei brétoni. Nel gennaio 1492 sposa Marie de Montberon, figlia del ciambellano e consigliere reale Eustache, dalla quale avrà un figlio. L'anno successivo segue il re in Italia, chiamato in soccorso da Ludovico il Moro, e combatte a Valenza, Tortona e ad Alessandria. Nel 1495, ritirandosi il re con l'esercito in Francia, partecipa alla battaglia di Fornovo.
Deceduto nel 1498 Carlo VIII per il noto incidente nel castello di Amboise sulla Loira, il La Palice si mette al servizio del suo successore, Luigi XII, primo e ultimo re del ramo Valois-Orléans. Partecipa (1499 e 1500) alle battaglie in Lombardia contro quello stesso Ludovico il Moro, già alleato del precedente re di Francia e poi scende su Napoli. Nel 1502 viene nominato viceré degli Abruzzi. Subisce l'assedio di Ruvo di Puglia per opera dello spagnolo Gonzalo Fernández de Córdoba e, sconfitto, viene fatto prigioniero: verrà rilasciato solo nel 1504, anno in cui gli muore la moglie Marie de Montberon.
Nel 1507 comanda l'avanguardia dell'esercito francese all'assedio di Genova nel corso del quale viene gravemente ferito. Nel 1509 interviene nella guerra della Lega di Cambrai contro la Repubblica di Venezia, partecipando all'assedio di Treviglio e alla battaglia di Agnadello e diviene comandante delle truppe francesi in Lombardia. Inviato da Luigi XII nello stesso anno in aiuto dell'imperatore Massimiliano I, partecipa all'assedio di Padova, che però non dà risultato alcuno. Nel 1511, durante la guerra contro gli spagnoli e il papa Giulio II, subentra nel comando dell'esercito francese in Italia a Chaumont d'Amboise e viene elevato alla dignità di gran maestro di Francia. Si porta in soccorso, agli ordini di Gaston de Foix, duca di Nemours, dei bolognesi assediati dalle truppe spagnole. Nel 1512, terminato l'assedio di Bologna, rimane gravemente ferito nel Sacco di Brescia, combatte a Ravenna ove i francesi hanno la meglio sulle truppe spagnole ma il loro comandante, il duca di Nemours, muore: Jacques de Chabannes ne prenderà il posto come comandante dell'armata d'Italia.
Nell'autunno dello stesso anno viene inviato da Luigi XII sui Pirenei a sostenere il duca di Navarra Jean d'Albret. Lasciati i Pirenei senza nulla concludere, accorre a sostegno dei francesi assediati a Therouanne, nell'Artois, da un'armata di inglesi di Enrico VIII. Qui, nell'agosto del 1513 viene ferito e fatto prigioniero. Conclusasi la pace viene liberato e si ritira al castello di La Palice e nel febbraio 1514 si sposa con Marie de Melun dalla quale avrà un figlio e quattro figlie.
Il 1º gennaio 1515 muore Luigi XII e gli succede Francesco I, primo re del ramo dei Valois-Angoulême, nelle mani del quale rimette la sua carica di gran maestro di Francia. In compenso Francesco I lo fa maresciallo di Francia. Nell'estate dello stesso anno viene inviato in Italia contro le truppe papali, agli ordini di Prospero Colonna, che sorprende e sconfigge a Villafranca Piemonte. Sconfigge insieme al re, col contributo determinante dei veneziani, i mercenari svizzeri a Marignano il 13 settembre 1515 ed entra in Milano al seguito di Francesco I. La guerra finisce ad agosto dell'anno successivo con il trattato di Noyon. Inviato a riprendere Milano, occupata dalle truppe di Prospero Colonna, nell'agosto 1522 pone l'assedio alla Bicocca ma senza esito. Subito dopo viene inviato nei Pirenei in soccorso dei francesi assediati a Fuenterrabía e libera la città dall'assedio.
Ritorna in Italia dopo aver liberato Marsiglia da un'improvvisa occupazione spagnola, e scende con l'esercito su Milano che viene abbandonata dagli spagnoli del viceré di Napoli, Charles de Lannoy, attestatosi a Lodi. Il 28 ottobre 1524 pone con il re l'assedio a Pavia difesa da un migliaio di spagnoli e circa cinquemila lanzichenecchi al comando dello spagnolo Antonio de Leyva. In soccorso degli assediati giunge un'armata imperiale condotta da Fernando Francesco d'Avalos, marchese di Pescara. Il 25 febbraio 1525 sotto le mura di Pavia si svolge una cruenta battaglia che si risolve a favore degli imperiali: Francesco I viene fatto prigioniero dal d'Avalos.
Jacques de la Palice non morì combattendo, ma fu assassinato a sangue freddo dopo che si era arreso al nemico.
Come molti altri nobili francesi, il Signore di La Palice fu atterrato dagli archibugieri nemici mentre caricava a cavallo. Impacciato dalla pesante armatura, non riusciva a difendersi dai lanzichenecchi. Dopo aver combattuto con coraggio, fu fatto prigioniero dal capitano italiano Castaldi.
«Egli ebbe ucciso sotto di sé il cavallo. Vecchio com'era cercò di combattere a piedi; ma Castaldo, Luogotenente del Pescara, lo fece prigioniero. Castaldo conduceva in luogo sicuro il suo prigioniero; un Capitano Spagnuolo per nome Buzarto osservò Chabannes, il più bel vecchio del suo secolo, nobile, magnifico, e riconobbe che doveva essere un signore di distinzione, di cui verrebbe lucrativo il riscatto; pretese di essere associato al Castaldo, che lo ricusò; e il Buzarto con una archibugiata gettò morto il Maresciallo di Chabannes dicendo: «ebbene non sarà dunque né mio né tuo!».
La vedova di La Palice, Marie de Melun, fece costruire una magnifica tomba per il marito nella cappella del castello di La Palice. Le sculture erano opera probabilmente della bottega dei Giusti, gli artisti fiorentini che avevano lavorato alla tomba di Luigi XII. La tomba fu saccheggiata nel periodo della Rivoluzione francese.

## Lapalissiano
L'aggettivo "lapalissiano" deriva dal nome di Jacques de La Palice e indica una palese tautologia, qualcosa cioè che è talmente evidente, stanti le sue premesse logiche, da risultare ovvio e scontato, se non addirittura ridicolo per la sua ovvietà.
Alla morte di La Palice infatti, i suoi uomini proposero questo epitaffio: Ci-gît Monsieur de La Palice. Si il n'était pas mort, il ferait encore envie ("Qui giace il signore de La Palice. Se non fosse morto, farebbe ancora invidia"). Tuttavia, con il tempo la effe di ferait ("farebbe") fu letta esse (a quel tempo le due grafie erano simili, vedi S lunga), diventando quindi serait ("sarebbe"), e la parola envie ("invidia") divenne en vie ("in vita"); con il risultato che il testo recitò che egli "se non fosse morto, sarebbe ancora in vita" (si il n'était pas mort, il serait encore en vie): da qui il significato di ovvietà attribuito all'aggettivo.
Un secolo dopo, Bernard de La Monnoye, accademico di Francia, poeta e letterato, intitolò a La Palice una canzone dove lo dileggiava come campione per antonomasia della banalità e dello scontato. Il brano ebbe gran successo, poi cadde nell'oblio ma fu recuperato da Edmond de Goncourt nel secolo XIX, che coniò il termine lapalissade. A partire da quel momento, il nome del defunto maresciallo fu ricordato principalmente per l'aggettivo a cui aveva dato vita, senza avervi minimamente dato causa.